# 九二式重机枪
92式重机枪為日本陸軍在1930年代改良三年式重機槍開發的重機槍，口径从6.5mm改為7.7mm，改用九二式7.7×58毫米有坂彈。另外将握把从框式改为折叠式，将扳机从扣动式改为压铁式。盟军士兵因為其特殊的聯發間隔聲響取其外号稱啄木鸟。中國軍人則是認為它的連發時射擊噪音像是母雞下蛋後的叫聲，因此稱其為雞脖子。

## 簡介

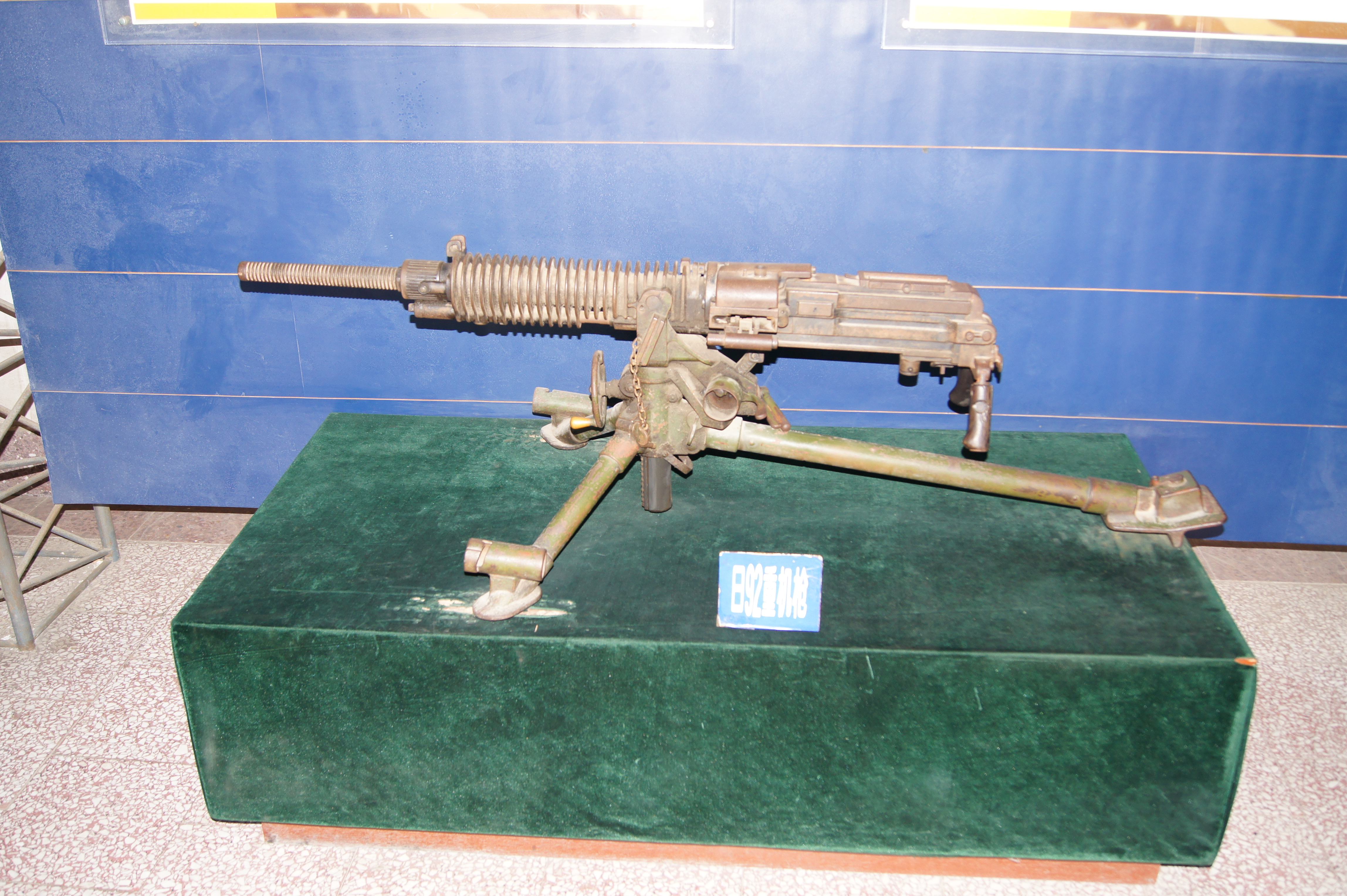
中國大連市旅順口區旅順海軍兵器館展示九二式重機槍

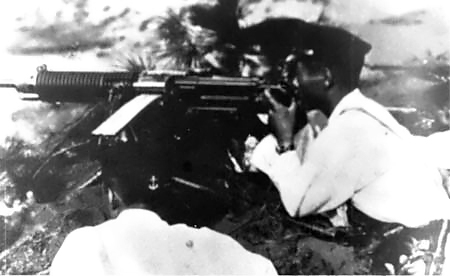
瓜達康納爾島戰役期間日軍的九二式重機槍組

日本帝國陸軍在一戰前開始配賦國產化的三年式重機槍，這挺機槍的最大有效射程約2公里，單純就營級作戰與人員殺傷角度來說已經足夠，然而一戰中茁壯的航空武力讓重機槍負擔了前線單位的對空任務，6.5 x 50公厘子彈對木頭與金屬混合結構的破壞力即顯得不足，當時戰鬥機的主流槍械口徑是7公厘以上，強化重機槍火力勢在必行。
在規劃火力提升的同時，日本陸軍航空隊也配賦新的空用機槍，分別是仿造英國維克斯機槍的八九式固定機槍與大正十一式輕機槍改良的八九式旋迴機槍，兩種機槍經過日本陸軍的評估之後發現都不太適合直接轉換為陸上使用，最後決定與採用與空用機槍相同規格的子彈，槍體則由現有的三年式重機槍設計改膛放大，在1932年開始研發，1933年完成測試，定名為九二式重機槍。陆军对它的日文称呼是九二式重机关枪，海军陆战队则称为九二式重机枪。
由於設計上只是對現有機槍實施改造，因此第一批換裝的九二式機槍也是直接拿現役的三年式重機槍改造而成，1933年改造了816挺機槍後，1934年才開始正式量產第一批157挺新造槍，到停產為止共生產了45,000挺，單價為2175日圓。
為了九二式機槍的遠程射擊與對空射擊，日本開發光學瞄準鏡與高射用照準器配賦給九二式運用，包括有九三式眼鏡照準具、九四式眼鏡照準具、九六式眼鏡照準具，主要量產以九六式為主，量產由日本陸軍東京第一兵工廠與日本光學公司負責。
比起三年式重機槍或是霍奇克斯M1914重機槍，九二式重机枪的重量又往上增幅至27公斤，增加部分主要集中在槍機與槍管，當時日本陸軍並沒有改良鋼材以承受較高威力子彈的耗損，而用增厚管壁的方式處理并且增加了散热片，槍身本體的重量中有近6成是散熱片的重量；相比於同時代空冷式機槍來說九二式可說是超重量級裝備。

## 實戰
日本陸軍的專業重機槍支援火力編制採取四個重機槍班（戦銃分隊，編制下士官1員、士兵10員、馬2匹）搭配一個彈藥班（弾薬分隊，編制下士官1員、士兵10員、馬8匹），一個重機槍班配有一挺重機槍，而這種4+1的編制組成重機槍排(機関銃小隊)，3個重機槍排成為重機槍連(機関銃中隊)，一個日本陸軍步兵營(大隊)會下轄一個重機槍連。除了支援火力編組外，一般的日本步兵排也會額外配賦一挺重機槍。
日本重機槍排的設計特色在編制人數比起其它國家相對較多，尤其是馱馬數量。重機槍班下有4名彈藥兵，每個人要背負重22公斤的甲彈藥箱，彈藥箱裡裝有540發機槍彈，一個機槍班基本會配賦2,160發子彈；而彈藥班的馬匹馱運的乙彈藥箱則是一箱750發彈藥，可載運32箱，共2萬4千發子彈，平均一挺重機槍在作戰初期便配賦近萬發子彈，在續戰力上佔有優勢。但這樣的優勢是建立在一戰式思維下採取固定陣地佈署架設火網的運用思想，戰間期各國的步兵戰術開始改革，二戰時納粹德國將原本配備給步兵連的重機槍逐漸轉換為通用機槍，並將機槍下放分配給步兵班強化基層火力密度，龐大的人力編制讓日本的機槍單位不適合直接為基礎用兵單位提供火力援護，而是採取陣地方式佈署，作戰彈性上較為不足。
九二式另一個顯著的缺失是槍管，空冷式機槍在持續射擊時的槍管冷卻向來是工程師的重要課題，但是九二式因為設計較早，沒有快拆槍管，拆換槍管需要專業工具協助，相當耗時，不利持續火力發揮。
雖然在機槍班編制中有預備槍管，也有編制士兵攜帶，但是攜帶的道具箱重達20公斤，作戰時攜帶不便，大部分部隊會將道具箱與預備槍管放置在後方陣地，待戰鬥告一段落時才整檢，而讓士兵攜帶其它裝備作戰。

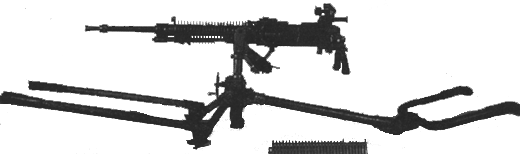
穿上專用四人攜行具的九二式重機槍
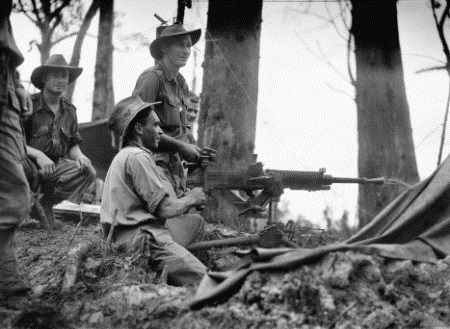
澳洲軍使用繳獲的九二式重機槍。裝有九六式眼鏡瞄準器
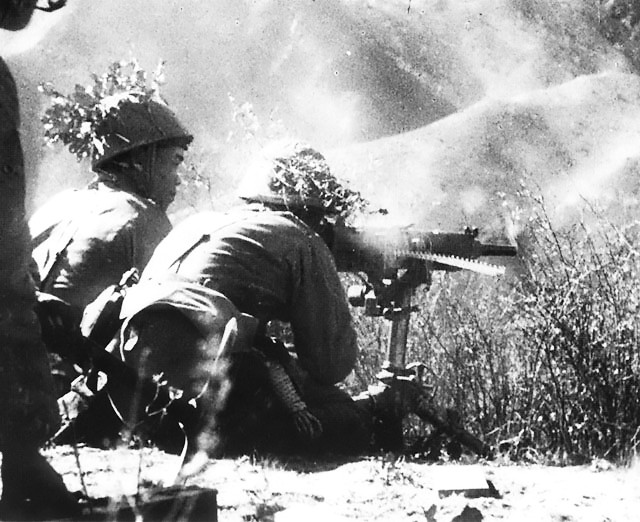
射擊中的九二式重機槍、三腳架調到最高升限。機槍右側射擊完的保彈板正退出
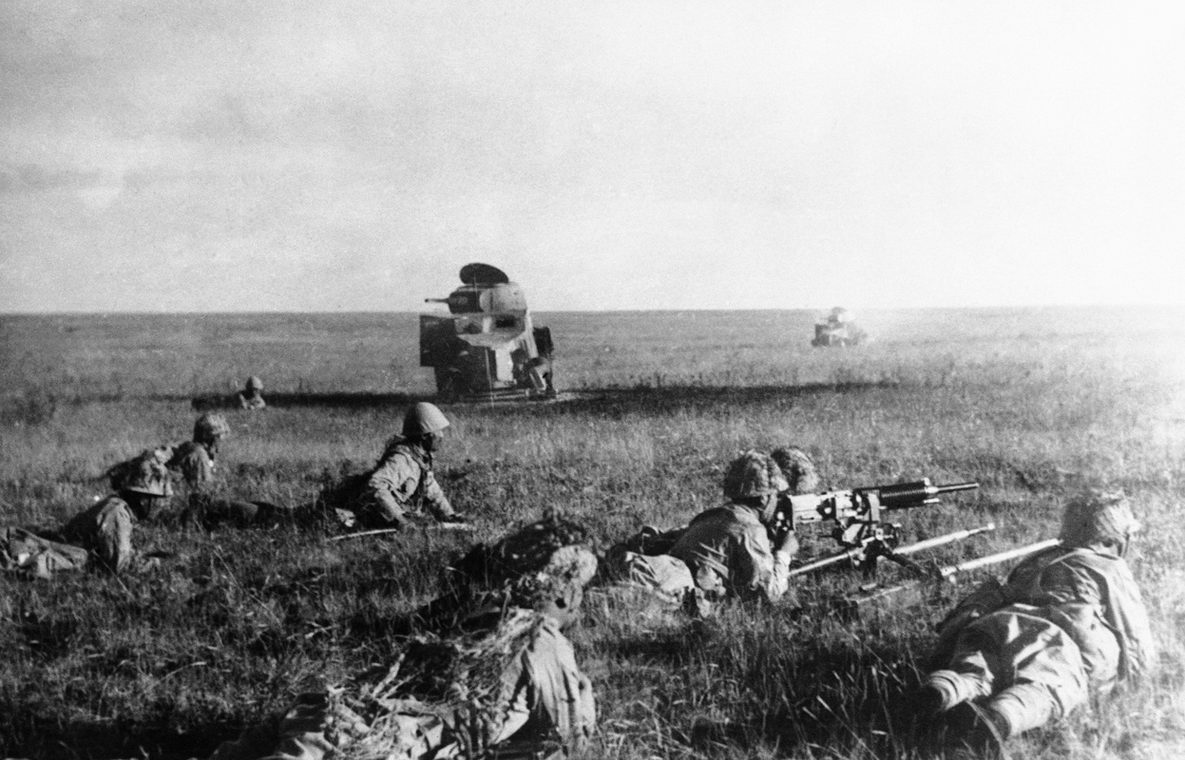
諾門罕戰役中使用的九二式重機槍。1939年（昭和14年）7月
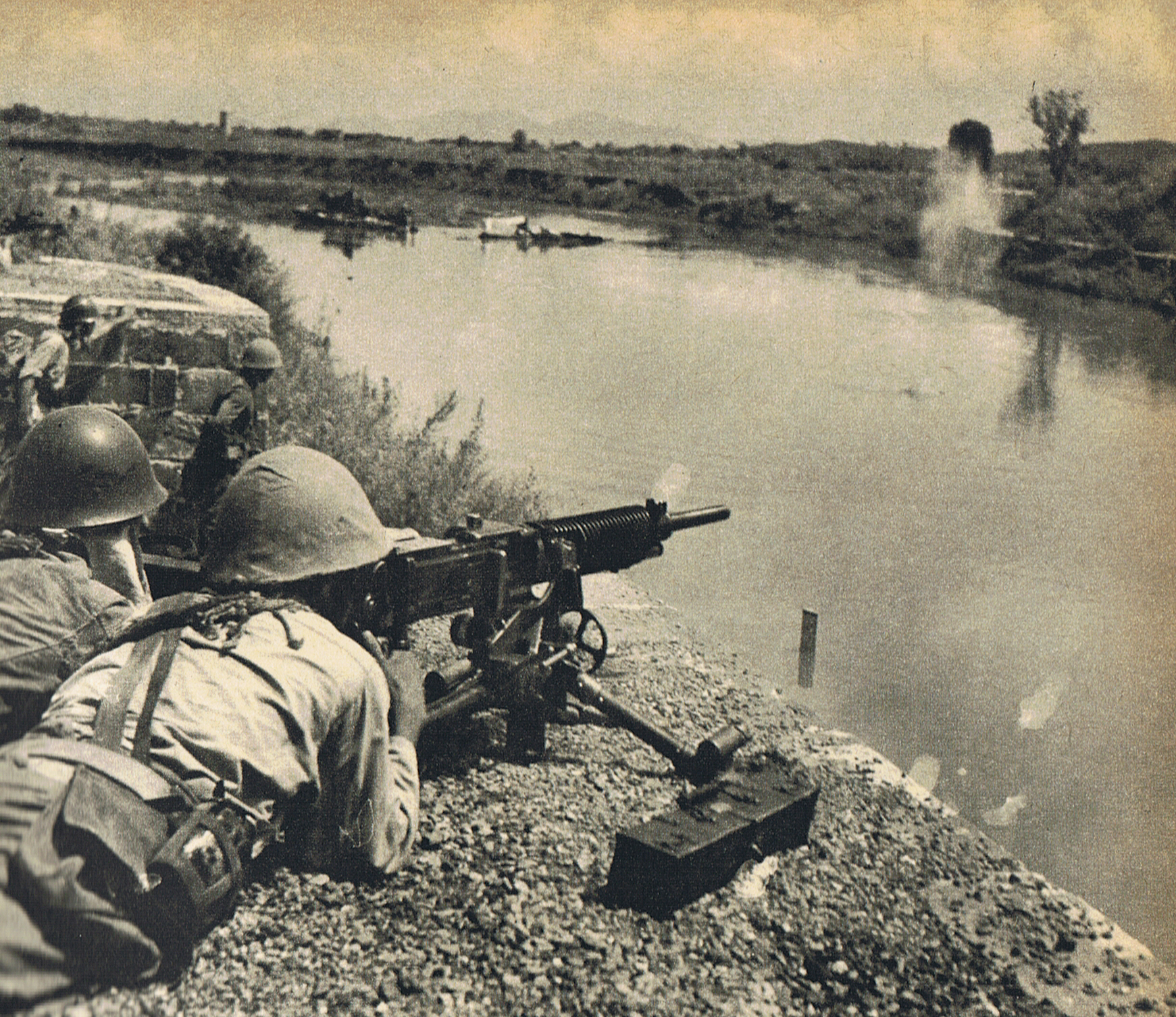
中日戰爭第二次長沙會戰中使用的九二式重機槍。1941年（昭和16年）9月 第四師團
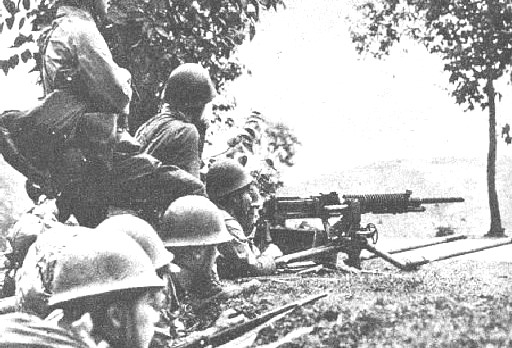
中日戰爭武漢會戰中使用的九二式重機槍

日本投降後，九二式重機槍被其它國家繼續使用，在亞洲戰場中直到越戰期間仍有該武器的運用紀錄。在日本重新軍備時，美國曾經考慮過移交繳獲的九二式重機槍作為編制武器之一，但最後是移撥白朗寧M1919中型機槍。

## 使用國家
- 中華民國
- 中华人民共和国
- 大日本帝国
- 越南民主共和国

## 脚注
1. ↑  .   [2020-12-06]. （原始内容存档于2019-08-05）.
2. ↑  1945年10月28日、海南海軍警備府『兵器還納目録』 アジア歴史資料センター(JACAR)、Ref.C08010687300